# Saint-Gilles-de-la-Neuville
Saint-Gilles-de-la-Neuville ist eine französische Gemeinde mit 659 Einwohnern (Stand: 1. Januar 2022) im Département Seine-Maritime in der Region Normandie. Sie gehört zum Arrondissement Le Havre und zum Kanton Saint-Romain-de-Colbosc. Die Bewohner werden Saint-Gillais und Saint-Gillaises genannt.

## Geographie
Saint-Gilles-de-la-Neuville liegt etwa 21 Kilometer ostnordöstlich von Le Havre in der Naturregion Pays de Caux. Umgeben wird Saint-Gilles-de-la-Neuville von den Nachbargemeinden Virville im Norden, Parc-d’Anxtot im Osten und Nordosten, Saint-Jean-de-la-Neuville im Osten, Les Trois-Pierres im Südosten, Gommerville im Süden sowie Graimbouville im Westen.
Durch die Gemeinde führt die Autoroute A29. 

## Einwohnerentwicklung
| Jahr      | 1962 | 1968 | 1975 | 1982 | 1990 | 1999 | 2006 | 2013 | 2020 |
| --------- | ---- | ---- | ---- | ---- | ---- | ---- | ---- | ---- | ---- |
| Einwohner | 413  | 386  | 401  | 445  | 515  | 562  | 625  | 668  | 644  |

## Sehenswürdigkeiten

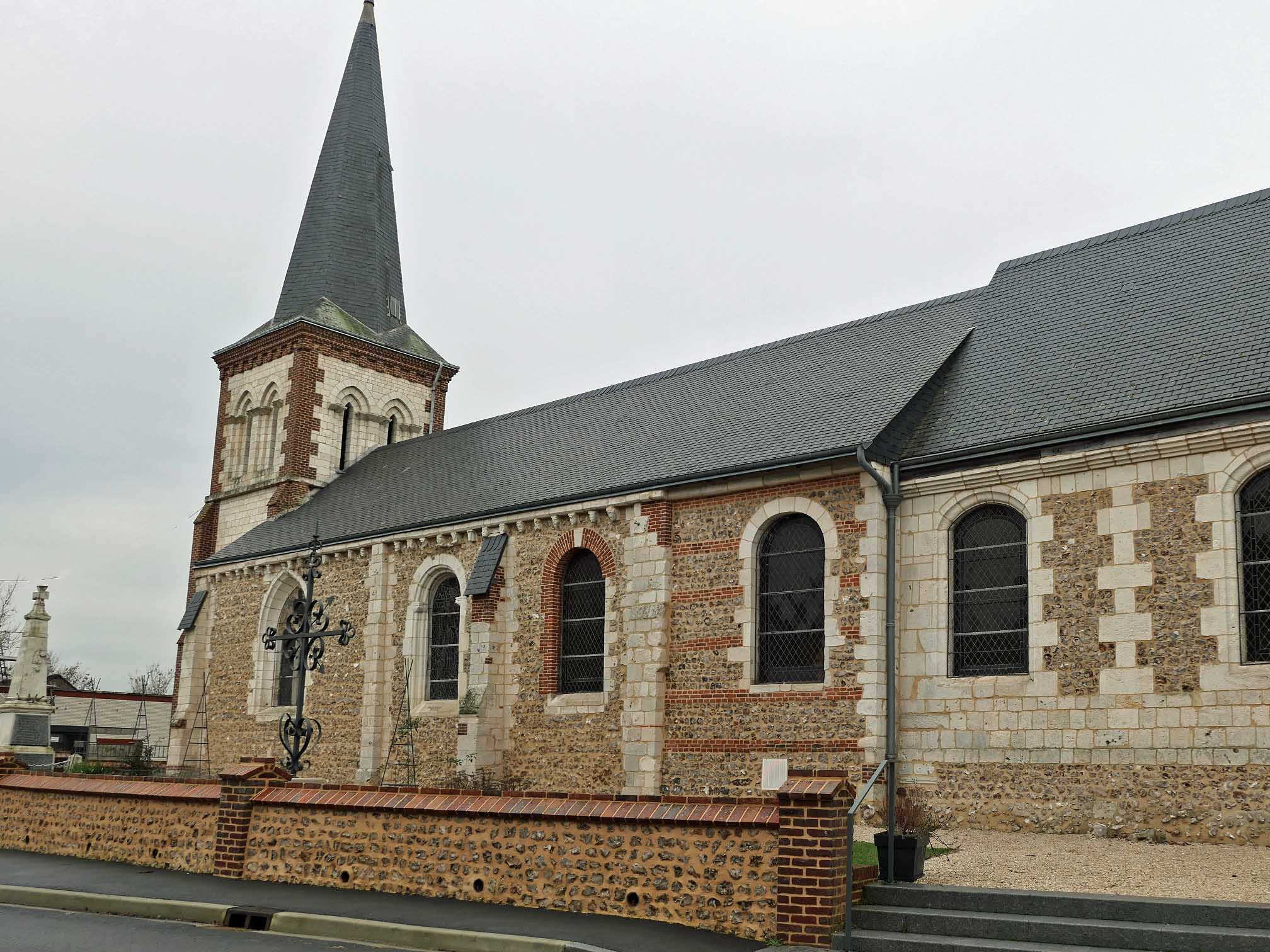
Pfarrkirche Saint-Gilles

- Bei der Pfarrkirche Saint-Gilles sind noch einige Überreste aus dem 12. Jahrhundert erhalten: Westfassade, Kragsteine am Langhaus, Südseite. Die nordseitige Nebenkapelle stammt aus dem Ende des 16. Jahrhunderts. Die Wandöffnungen stammen aus dem 17. Jahrhundert. Der Chor wurde 1741 erweitert. Glockenturm und Helm wurden 1786 durch Blitzeinschlag zerstört. 1855 wurde die Sakristei errichtet, eine Weiterführung der Westfassade und Anbringung eines Kreuzes anstelle des eingestürzten Glockenturms durchgeführt. Der Glockenturm über der Vorhalle wurde um 1900 erbaut. Die Kirche birgt zahlreiche Ausstattungsgegenstände, die in der Base Palissy gelistet sind.
- Das Herrenhaus in Blévillot datiert aus dem 18. Jahrhundert, sein Wohnhaus aus dem 19. Jahrhundert.
- Das Wohnhaus des Herrenhauses in Calmesnil ist im 18. Jahrhundert vermutlich aus dem Umbau eines landwirtschaftlichen Gebäudes entstanden.
- Das Herrenhaus in Rue d’Enfer besteht aus zwei separaten Wohnhäusern. Das erste wurde im zweiten Viertel des 19. Jahrhunderts erbaut, das zweite in der Mitte des 19. Jahrhunderts. Brotbackofen, Scheune, Stall stammen aus dem 18. Jahrhundert. der zweite Stall aus dem 19. Jahrhundert.